# Thorvald Erichsen
Thorvald Erichsen, född den 18 juli 1868 i Trondheim, Norge , död den 23 december 1939 i Oslo, var en norsk målare och näst Edvard Munch den främste introduktören av modernt måleri i Norge.

## Biografi
Erichsen studerade juridik från 1886, men avbröt sina studier och började 1889 på Bergslien malerskole medan han samtidigt var student vid Den kongelige tegneskole. Under hösten 1891 studerade han teckning för Erik Werenskiold där han även kom i kontakt med Lysakerkretsen. Vinteren 1892 studerade han måleri vid Zahrtmanns malerskole i Köpenhamn som kom att ha stort inflytande på hans konstnärliga utveckling. Han fortsatte att teckna för Erik Werenskiold under hösten 1892. Han reste till Paris våren 1893 där han studerade måleri vid Cormons målarskola, han kom senare under 1902 återvända till Paris för att studera teckning för Victor Ségoffin.
Under sin första vistelse i Paris och Italien, blev han också märkbart påverkad av den franska senimpressionismen. Detta märks i hans dunkla, stiliserade bilder från slutet av 1800-talet.
Han debuterade år 1891 med bilden "Höststämning". Av hans bilder från denna tid kan nämnas "Landskap från Vaage" (1898). Omkring 1900 gör sig en stark vändning tydlig i Erichsens konst, som därefter präglas av ett starkt intresse för färg, som han odlar i klar opposition mot den naturalism som rådde under den föregående perioden. Han utvecklas då till en av Nordens finaste kolorister.

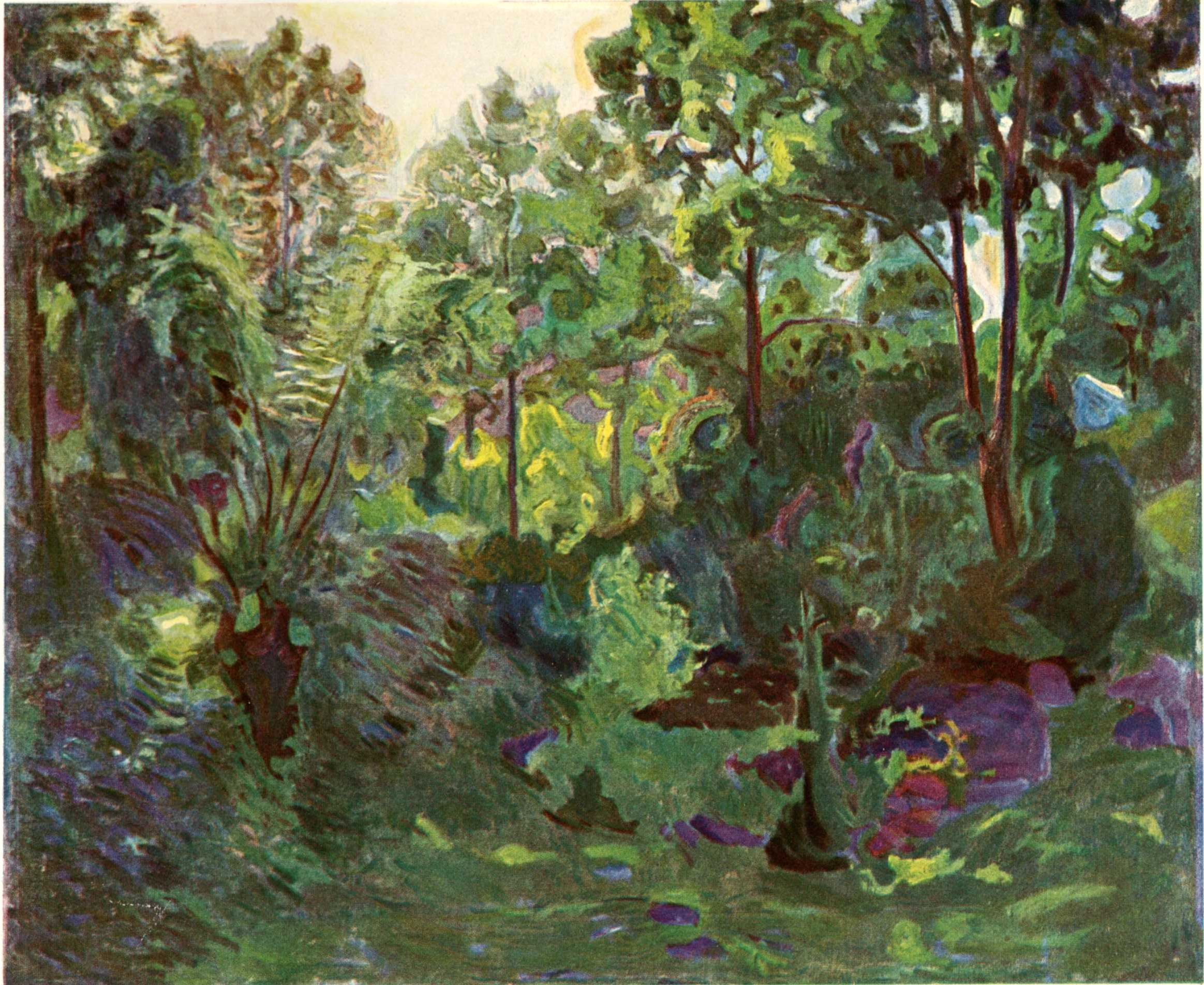
”Skovinteriør”

Tillsammans med Oluf Wold-Torne blev han då en av drivkrafterna bakom modernt norskt samtida måleri. Under denna period målade han intressanta aktbilder ("Naken man och två kvinnor", 1903 och "Nakna människor omkring en Gud", 1906), men mest färgstarka, uttrycksfulla landskap från Telemark , som "En fjälldal" (1900) och "Skovinteriør" (1900).
En samling av Erichsens målningar finns på Holmsbu. Galleriet är främst ägnat åt Henrik Sørensen verk, men också åt verk av Erichsen och Oluf Wold-Torne.

## Representation
Torvald Erichsen finns representerad vid bland annat Nasjonalmuseet, Statens Museum for Kunst, Moderna museet, Thielska Galleriet,  Ateneum, Malmö konstmuseum, Lillehammer museum, Skien kommunes kunstsamling, Trondheim kunstmuseum, Drammens museum, Ringerikes museum, KODE kunstmuseer og komponisthjem, Nordnorsk kunstmuseum, Stavanger kunstmuseum, Oseana Kunst & Kultursenter